# أولاد توك (الواد لخضر)
أولاد توك هي إحدى مشيخات المملكة المغربية، تتبع جغرافيا لإقليم قلعة السراغنة وإداريًا لالواد لخضر. يقدر عدد سكانها بـ 4631 نسمة حسب الإحصاء الرسمي للسكان والسكنى لسنة 2004.